# Near East Ministry
Near East Ministry (NEM) is een Nederlandse christelijke organisatie die missionair actief is onder Joden en Arabieren en in Nederland onderwijs geeft over de - volgens haar - unieke positie van Israël onder de volken.

## Ontstaan
De NEM is in 1963 opgericht door Jan Willem van der Hoeven. Deze Nederlandse evangelist wilde Arabieren en Joden bereiken met het evangelie. Het werk had de oorspronkelijke bedoeling om te dienen als een 'thuisfront' voor Van der Hoeven (een groep geloofsgenoten die een zendingswerker vanuit de thuisbasis ondersteunt), maar het werk groeide al snel uit zijn jasje. In 1965 werd op de Olijfberg een dienstencentrum geopend. In Nederland werden verschillende conferenties georganiseerd. In 1976 kocht de NEM in Voorthuizen een centrum waar ze tot op heden in gevestigd is.
Herman Goudswaard volgde Van der Hoeven op als directeur in 1978 en zou dat tot 1997 blijven. Daarna trad baptistenpredikant Gijs Lammerts van Bueren aan. Deze werd per 1 september 2011 opgevolgd door dominee Kees-Jan Rodenburg, die per 1 juni 2015 vertrok. Van 1 maart 2016 tot december 2016 gaf Richard Vos leiding aan de organisatie. Hij werd in januari 2017 opgevolgd door Dick Jaspers Focks.

## Activiteiten
Vanaf haar oprichting in 1963 is de NEM betrokken op het Midden-Oosten. In deze bakermat van de Abrahamitische religies zijn er de eeuwen door veel conflicten geweest. Vooral na de oprichting van de staat Israël in 1948 is het Midden-Oosten een brandhaard waar een groot deel van de wereld bij betrokken is. In dit door vijandsbeelden gedomineerde gebied wil de NEM werk maken van verzoening door gebed voor, en concreet dienstbetoon aan, Jood en Arabier.
Aan deze dienst geeft de NEM vorm door:
- Uitzending van diaconale werkers naar het Midden-Oosten
- Onderwijs over Israël en het Midden-Oosten
- Gebed voor verzoening in het Midden-Oosten
- Organisatie van Reveilweken (christelijke conferenties) in Nederland

In 2017 waren er 34 mensen via de NEM uitgezonden naar het Midden-Oosten. Zij zijn betrokken bij kinderopvang, verzorging van bejaarden, opvangwerk voor immigranten, technisch onderwijs, verpleging en fysiotherapie.
Op de jaarlijkse Reveilweken komen honderden mensen af. De weken worden al sinds de oprichting van de organisatie gehouden en zijn gericht op christenen.